# Purana
『Purānā』（プラーナ）は、2001年2月21日にmotorodからリリースされた相川七瀬5枚目のアルバム。CDコードはCTCR-18023。

## 概要
タイトルのPurānāは、サンスクリット語で「月」の意味。相川の発売したアルバムは6作連続TOP10入り。「midnight blue」「SEVEN SEAS」「NO FUTURE」「〜dandelion〜」表題曲4曲とカップリング曲1曲を含む全12曲。

## 収録曲
1. Party☆2001 (5:30)
  - 作詞：GIORGIO CANCEMI　作曲・編曲：織田哲郎

本作で唯一相川が作詞に参加しない。織田哲郎とラップを披露している。
2. Trick (5:04)
  - 作詞：相川七瀬　作曲：本郷信　編曲：ホリエアキラ・本郷信
3. NO FUTURE (5:46)
  - 作詞：相川七瀬　作曲：布袋寅泰　編曲：KANAME

18thシングル。布袋寅泰プロデュース。
織田がコーラス参加。
4. SEVEN SEAS (5:26)
  - 作詞：相川七瀬・布袋寅泰　作曲・編曲：布袋寅泰

17thシングル。
5. Adieu (6:45)
  - 作詞：相川七瀬　作曲・編曲：織田哲郎
6. trust me (4:20)
  - 作詞：相川七瀬・布袋寅泰　作曲・編曲：布袋寅泰

16thシングル「midnight blue」のカップリング曲。
7. サクラサク (5:00)
  - 作詞：相川七瀬　作曲：西賢二　編曲：野田雪文・長田直也

ベスト・アルバム『ID：2』にも収録。
8. シュガーベイビー (4:33)
  - 作詞：相川七瀬　作曲・編曲：KAZ

この曲の表記に「Izumi Sakai：Chorus」とあるが、ZARDの坂井泉水と別人と思われる。
9. midnight blue (3:50)
  - 作詞：相川七瀬・布袋寅泰　作曲・編曲：布袋寅泰

16thシングル。
10. 「THE END」 (4:58)
  - 作詞：相川七瀬　作曲・編曲：KANAME
11. あなたの温度 (5:20)
  - 作詞：相川七瀬　作曲：北島健二　編曲：北島健二・長田直也
12. 〜dandelion〜 (4:45)　
  - 作詞：相川七瀬・織田哲郎　作曲・編曲：織田哲郎

19thシングル。

## 参加ミュージシャン
- 織田哲郎 - ギター、ベース、キーボード、ドラム、プログラミング、コーラス
- 本郷信（THE TRANSFORMER） - ギター、ベース
- ホリエアキラ - キーボード
- 布袋寅泰 - ギター、ベース、コーラス
- KANAME - ギター、ベース
- 長田直也 - プログラミング
- KAZ（オブリヴィオン・ダスト） - ギター
- 北島健二（FENCE OF DEFENSE） - ギター